# Vilhelm Behm
Wilhelm Emanuel Behm, född 23 februari 1859 i Ervalla socken, Örebro län, död 13 november 1934 i Rönninge, var en svensk konstnär.  Han tillhörde släkten Behm från Gävle. Behms förnamn stavas omväxlande Vilhelm och Wilhelm.

## Biografi
Behm studerade vid Konstakademien i Stockholm 1879–1885 och i Paris 1889–1890. Han anslöt sig till 1880-talets friluftsrealism och visar i sina tidiga arbeten ett fint, blont valörmåleri. Senare knyter Behm an till 1890-talets nationella romantik och hans konst får en starkare stämningsprägel och en djupare kolorit, gärna åt det kopparröda. Helst skildrade han det mellansvenska landskapet, särskilt i vårbrytning och skymningsljus. Bland hans verk märks Vinterdag (1900) på Nationalmuseum och Marsafton (1904) på Göteborgs konstmuseum. I Nationalmuseum finns Behm representerad med målningarna Vinterdag, Halmstack, Landskapsstudie, Sjöbod, Trosa skärgård, Skärgårdsbrygga, Stuga i höststämning och Vinterafton och på Norrköpings konstmuseum finns han representerad med målningarna Landskap och Gården.
Han beskrevs vid sin bortgång som hörande till "den gammaldags och solida skolan i landskapskonst" och en "fullgod representant för det realistiska friluftsmåleriet" som inte lät sig påverkas av de många nya strömningar inom konsten under senare delen av hans liv. Likväl visade han i sitt medlemskap i Konstakademien sedan 1910 en ideell tro på konstens utveckling och intresse för de unga vilkas konst var så olik hans - ett vittnesbörd om devisen "Ars longa, vita brevis" ("Konsten är lång, livet är kort").

## Bildgalleri

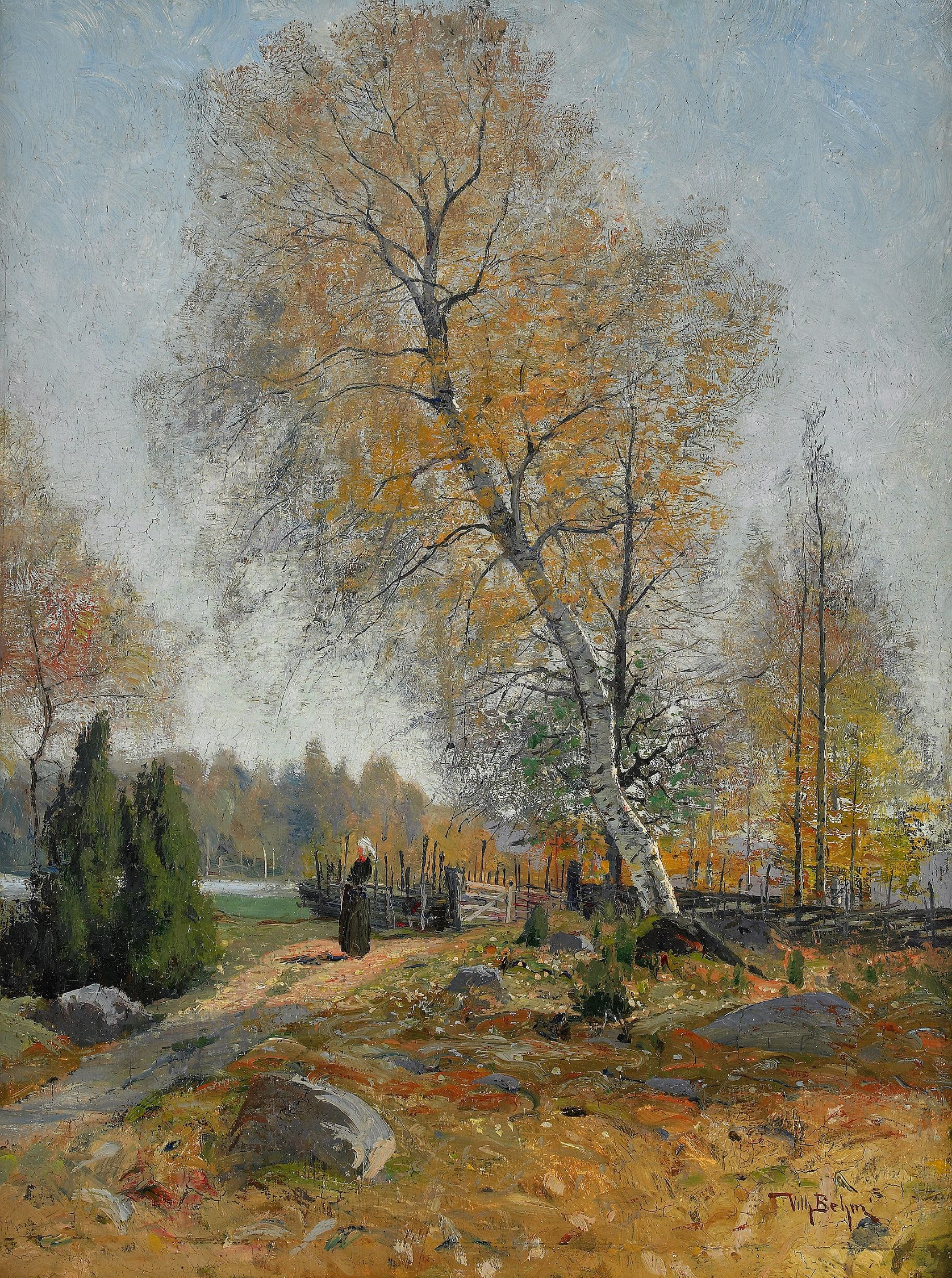
Höstlandskap med kvinna vid gärdesgård, (1880-talet).